# Kirsten van de Westeringh
Kirsten van de Westeringh (Zeewolde, 6 juni 2001) is een Nederlands voetbalspeelster. Ze speelt als middenvelder en komt per 1 juli 2023 uit voor Feyenoord in de Vrouwen Eredivisie.

## Clubcarrière
Van de Westeringh maakte op 7 augustus 2018 haar debuut voor Ajax in de voorronde van de Champions League. In mei 2019 tekende ze haar eerste profcontract in Amsterdam. Na één seizoen voor Heerenveen te hebben gespeeld, maakte ze op 12 september 2021 haar debuut voor ADO Den Haag. In een thuiswedstrijd tegen FC Twente liep Van de Westeringh een kruisbandblessure op waardoor ze volledige seizoen 2022/23 buitenspel stond. Voorafgaand aan het seizoen 2023/24 stapte ze over naar competitiegenoot Feyenoord. In haar tweede wedstrijd, thuis tegen Fortuna Sittard, liep Van de Westeringh dezelfde blessure nogmaals op. Op 8 december 2024 maakte Van de Westeringh opnieuw haar rentree en droeg ze met een assist bij aan een 8-1 overwinning op Telstar. Van de Westeringh overwon daarmee twee zware blessures. In een thuiswedstrijd tegen sc Heerenveen maakte ze de enige en winnende treffer. Op 21 mei 2025 tekende Van de Westeringh een nieuwe verbintenis in Rotterdam-Zuid die haar tot medio 2026 aan Feyenoord verbonden houdt.

## Statistieken
| Seizoen | Club          | Land      | Competitie         | Wedstrijden | Doelpunten |
| ------- | ------------- | --------- | ------------------ | ----------- | ---------- |
| 2018/19 | AFC Ajax      | Nederland | Eredivisie         | 3           | -          |
| 2019/20 | AFC Ajax      | Nederland | Eredivisie         | 4           | -          |
| 2020/21 | sc Heerenveen | Nederland | Eredivisie         | 19          | 6          |
| 2021/22 | ADO Den Haag  | Nederland | Eredivisie         | 22          | 4          |
| 2022/23 | ADO Den Haag  | Nederland | Eredivisie         | 0           | 0          |
| 2023/24 | Feyenoord     | Nederland | Vrouwen Eredivisie | 2           | 0          |
| 2023/24 | Feyenoord     | Nederland | Vrouwen Eredivisie | 11          | 1          |
| Totaal  | Totaal        | Totaal    | Totaal             | 61          | 11         |

Bijgewerkt t/m 21 mei 2025.

## Interlandcarrière
Op 11 februari debuteerde van de Westeringh voor Oranje O16.
1 Weimar ·
2 Waldus ·
4 Verspaget ·
5 Obispo ·
6 Brandau ·
7 Teulings ·
8 Pijnenburg ·
9 Koopman ·
10 Van de Westeringh ·
11 Henry ·
14 De Graaf ·
15 Koga ·
16 Van Eijk ·
17 Van der Sluijs ·
18 Heij ·
19 Haesakkers ·
20 Szymczak ·
21 Van Bentem ·
23 Itamura ·
24 Baptiste ·
25 Van de Lavoir ·
26 De Paus ·
27 DellaPeruta ·
28 Hulswit ·
33 Van Kerkhoven ·
42 Buabadi ·
Coach: Torny
Assistent-coach: Pieters
Assistent-coach: Tjaden
Keeperstrainer: Van der Kaaij